# Сельдерей Виктор
«Сельдерей Виктор» — американский салат из маринованного сельдерея, изобретённый в 1910 году Виктором Хирцлером, знаменитым французским шеф-поваром отеля St. Francis в Сан-Франциско, которому также приписывают изобретение салата «Краб Луи». Эта «американская классика» был популяризирована писателем Кларенсом Эдворсом в его книге 1914 года «Богемный путеводитель по ресторанам Сан-Франциско».
Для приготовления стебли сельдерея тушат в телячьем, курином или говяжьем бульоне, охлаждают (часто в цитрусовом или уксусном маринаде), добавляют болгарский перец и иногда подают с листьями салата.